# Louis LaRasso
Louis LaRasso, detto Fat Lou (Newark, 15 luglio 1926 – Elizabeth, 11 novembre 1991), è stato un mafioso statunitense, noto per essere stato a lungo il sottocapo ufficiale della famiglia DeCavalcante.

## Carriera criminale

### L'incontro di Apalachin
Dopo essere stato promosso capodecina dall'allora boss Filippo "Phil" Amari, Louis LaRasso partecipò insieme al sottocapo Frank Majuri alla famigerata riunione di Apalachin del 1957, rappresentando l'appena costituita famiglia mafiosa del New Jersey. Amari non prese parte alla riunione, poiché, secondo le ricostruzioni, si ritirò a causa di rivalità interne alla famiglia nello stesso anno. Fu quindi sostituito da Nicholas "Nick" Delmore. A seguito di questi cambiamenti, Majuri venne retrocesso al grado di capodecina, mentre LaRasso fu promosso a sottocapo, assumendo il controllo delle attività illecite nel North Jersey.

### Sam the Plumber
Quando le condizioni di salute di Nicholas Delmore peggiorarono (morirà nel 1964), nominò suo nipote Simone "Sam the Plumber" DeCavalcante come nuovo boss della famiglia. Sotto la guida di DeCavalcante, la famiglia raddoppiò sia i suoi introiti che il numero degli affiliati. Frank Majuri venne reintegrato con il ruolo di consigliere, mentre Louis LaRasso fu confermato nel suo ruolo di sottocapo.
Tuttavia, dopo che le autorità federali intercettarono conversazioni tra DeCavalcante e LaRasso in cui si discuteva di operazioni di gioco d'azzardo illegale per un valore annuo superiore ai 20 milioni di dollari, entrambi furono arrestati e condannati a cinque anni di carcere. Durante la loro detenzione, Giovanni "John the Eagle" Riggi, rivale di LaRasso e figura influente nel sindacato dei manovali edili (sezione locale 394) di Elizabeth, New Jersey, assunse la carica di boss ad interim della famiglia.

### Prima retrocessione
Tuttavia, nei primi anni '70, la posizione di Louis LaRasso iniziò a perdere importanza. Sam DeCavalcante si ritirò dalle attività criminali nel New Jersey e si trasferì in Florida, cedendo la leadership a Giovanni Riggi. Quest'ultimo, alla fine degli anni '70, promosse Girolamo "Jimmy" Palermo a sottocapo reggente della famiglia, relegando di fatto LaRasso a un ruolo puramente formale e privo di reale potere operativo.

### Seconda retrocessione
Negli anni '80, Giovanni Riggi continuò a gestire le vaste attività illecite legate al racket del lavoro e dell'edilizia nel North Jersey, con l'appoggio di diversi capi, tra cui Giacomo "Jake" Amari e Giuseppe "Pino" Schifilliti. Dopo la morte dell'amico e alleato Frank Majuri, la carica di consigliere fu affidata a Stefano "Steve l'Autista" Vitabile. In questo contesto, LaRasso fu ulteriormente emarginato: alla fine degli anni '80, venne retrocesso al rango di soldato. Nel frattempo, Riggi e Palermo affrontavano un processo per estorsione e associazione a delinquere di stampo mafioso, e Giacomo "Jake" Amari fu nominato nuovo sottocapo reggente della famiglia.

### Un favore a Carlo Gambino
Il boss della famiglia criminale Gambino, Carlo Gambino, con base a Brooklyn, chiese un favore alla famiglia DeCavalcante: eliminare Joseph "Joey Surprise" Feola, un affiliato coinvolto nel settore dei rifiuti che era improvvisamente diventato inaffidabile. Secondo quanto riportato dal giornalista investigativo Jerry Capeci, il sottocapo Louis LaRasso attirò Feola in un garage dove, stando a frasi sussurrate captate da un dispositivo di sorveglianza, l'uomo venne strangolato, avvolto in un sacco di juta e poi seppellito. In seguito, LaRasso confermò l'esecuzione al capitano dei Gambino James "Jimmy Brown" Failla.

## Morte
Dopo la condanna di Giovanni Riggi a 15 anni di carcere nel 1990, John "Johnny Boy" D'Amato assunse la guida della famiglia come boss reggente, affiancato da Giacomo Amari come sottocapo ad interim e da Stefano "Steve l'Autista" Vitabile, che mantenne il ruolo di consigliere. Fu in questo periodo che Louis LaRasso, dopo un conflitto con D'Amato, scomparve nell'estate del 1991, non presentandosi alla festa per il suo 65º compleanno.
Secondo quanto riportato, D'Amato temeva LaRasso come potenziale rivale e sospettava che volesse convincere il capodecina Charles "Big Ears" Majuri, figlio di Frank Majuri, a schierarsi con lui in un tentativo di rovesciare la leadership della famiglia DeCavalcante. Il corpo di LaRasso non è mai stato ritrovato, ma anni dopo Vincent "Vinny Ocean" Palermo, divenuto collaboratore di giustizia, confessò di essere stato l'autore dell'omicidio. Palermo divenne in seguito boss reggente e testimoniò contro decine di mafiosi del New Jersey.

### Conseguenze
Nel 2006, oltre un decennio dopo la scomparsa di Louis LaRasso, tre membri di alto rango della famiglia DeCavalcante - il consigliere Stefano Vitabile e i capodecina Giuseppe "Pino" Schifilliti e Philip "Phil" Abramo - furono processati e condannati per l'omicidio di LaRasso, oltre che per altri due omicidi. Oltre alle accuse di estorsione e associazione a delinquere di stampo mafioso, tutti e tre furono condannati all'ergastolo.
Secondo le ricostruzioni, gli esecutori materiali dell'omicidio di LaRasso furono Anthony "Tony" Capo, Louis "Louie Eggs" Consalvo e Gregory Rago. Di questi, tutti tranne Capo finirono in carcere.